# Hund von Saulheim

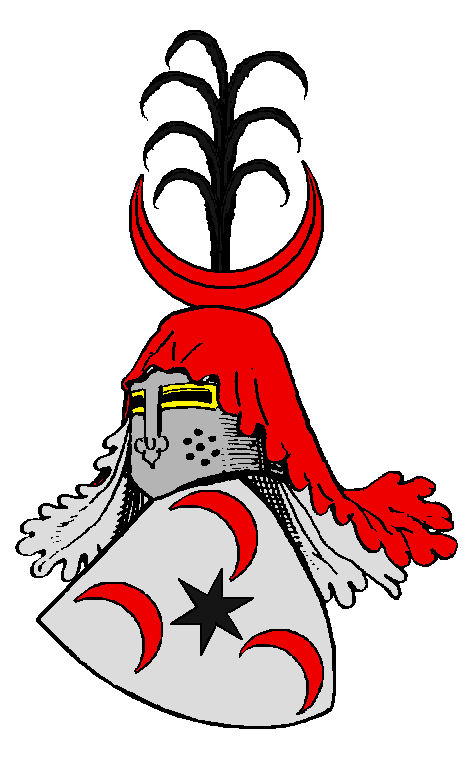
Wappen der Hund von Saulheim

Die Hund von Saulheim, auch Hundt von Saulheim, waren ein 1750 erloschenes  rheinhessisches Adelsgeschlecht mit Stammsitz in Saulheim. 

## Geschichte
Um 1300 bestanden in Saulheim sechs Adelsfamilien, die sich in ihren ersten Namensbezeichnungen unterschieden, aber alle den Zusatz „von Saulheim“ führten. Es waren dies neben den Hund von Saulheim, die Erlenhaupt von Saulheim, die Mohn von Saulheim, die Hirth von Saulheim, die Kreis oder Ring von Saulheim und die Salentin (Seltin) von Saulheim. Alle hatten ein ähnliches Wappen mit drei Halbmonden, in unterschiedlicher Tingierung, was auf eine Verwandtschaftsbeziehung schließen lässt. 
Sie schlossen sich im 14. Jahrhundert als reichsfreie Ritter zu einer Ganerbschaft zusammen und durften ihren Wohnort gemeinsam verwalten, dort Recht sprechen und über steuerliche Einkünfte gemeinschaftlich verfügen. Alle zwei Jahre wurde ein adliger Ganerbe zum Bürgermeister gewählt. Die Saulheimer Ganerben gehörten dem Ritterkanton Oberrhein an, der ihre Interessen vertrat und seinen Sitz in Mainz hatte. Dort saß auch der Mainzer Erzbischof und Reichserzkanzler, dem sie als reichsunmittelbarer Adel in besonderer Weise verbunden waren.
Die Hund von Saulheim standen von Anfang an als Ministeriale in Kurmainzer Diensten. Urkundlich erscheinen sie erstmals 1311, dann erneut 1338, als Erzbischof Heinrich III. von Virneburg den Hermann Hunt von Saulheim zum Amtmann auf Burg Gieselwerder ernannte. 1360 wurde ein Familienmitglied durch Erzbischof Gerlach von Nassau zum Erbburgmann auf Burg Gernsheim eingesetzt. 1471 stehen die Hund von Saulheim im kurpfälzischen Burgmannenverzeichnis von Alzey und Oppenheim. Nachdem die Familie vom Mainzer Kurfürsten mit Lörzweiler belehnt worden war, zog eine Familienlinie im 16. Jahrhundert ins dortige Schloss. Durch Heirat der Erbtochter Anna Dorothea Hundt von Saulheim mit Georg Adolf von Hettersdorf († 1711) ging die Ortsherrschaft an die Freiherrn von Hettersdorf über. Ihr Sohn Franz Rudolph von Hettersdorf (1675–1729) war Domkapitular in Worms und auf seiner Grabplatte im Wormser Dom ist auch das Wappen der Hund von Saulheim abgebildet. An der Kirche St. Michael (Lörzweiler) existiert noch ein gotisches Sakramentshaus und ein Chorbogen mit dem Familienwappen. 
In der Simultankirche Bechtolsheim ist das Epitaph des 1595 dort als Ganerbe gestorbenen Ritters Hans Hund von Saulheim erhalten. Im 16. Jahrhundert amtierte Jörg Hund von Saulheim als Komtur des Deutschen Ordens zu Frankfurt. Johann Friedrich Hund von Saulheim († 1635) war von 1612 bis zu seinem Tod Reichsfürst von Heitersheim und Großprior von Deutschland des Malteserordens.
Der Mainzer und Speyerer Domherr Johann Christoph Hund von Saulheim († 1624)  trat zur Erhaltung des Familienstammes, 1581 mit päpstlicher Dispens, aus dem geistlichen Stand aus und heiratete Christina von Dienheim, Nichte des Speyerer Fürstbischofs Eberhard von Dienheim. Er wurde bischöflich Speyerer Oberamtmann sowie Vogt auf Burg Marientraut in Hanhofen und baute sich einen Adelssitz in Sankt Martin (Pfalz), das sogenannte Alte Schlösschen (heute Weingut Schneider) in der Maikammerer Straße 5–7. Dort sind mehrere seiner Wappensteine erhalten.
Ihre Söhne waren der Mainzer Dompropst Adolph Hund von Saulheim († 1668)  und der Speyerer Domdekan Johann Reinhard Hund von Saulheim († 1630). Adolph Hund von Saulheim ließ sich 1660/61 in Kiedrich einen Adelssitz erbauen, den heutigen Bassenheimer Hof. Außerdem stiftete er 1665, für den Mainzer Dom, den sogenannten Saulheimer Altar, einen Marienaltar, der sich jetzt in der vorletzten Kapelle des nördlichen Seitenschiffs (Barbarakapelle) befindet und seine Abbildung trägt.
Johann Christophs Schwester Katharina Hund von Saulheim heiratete Reinhard von Sickingen (1545–1607), den Enkel des berühmten Franz von Sickingen.
Ein Johann Adolf Hund von Saulheim war um 1660 als Obrist-Leutnant Kurmainzer Kommandant der Burg Königstein. Sein Enkel Adolph Hund von Saulheim (Sohn des Mainzer Geheimrates Johann Christian Hund von Saulheim) starb 1750 als Dompropst zu Fulda. Mit ihm erlosch das Geschlecht im Mannesstamm.

## Stammesverwandtschaft
Ob die Herren von Saulheim mit den Adelsgeschlechtern von Hanstein und Bodenhausen stammesverwandt sind, ist nicht geklärt. Alle drei Adelsfamilien verwendeten das gleiche Wappen und waren im 12. Jahrhundert Bedienstete oder Ministerialen der Mainzer Erzbischöfe, die Hansteiner auf Burg Rusteberg, die Bodensteiner auf Burg Bodenhausen und die Saulheimer im Rheingebiet.

## Wappen
In silber, drei rote, stehende Halbmonde (oben zwei unten einer). Mittig dazwischen ein schwarzer (vereinzelt golden dargestellt), sechszackiger Stern. Auf dem Helm mit rot-silbernen Decken ein liegender roter Halbmond, mitten mit einem Busch von schwarzen (oder silbernen) Hahnenfedern besteckt.

### Historische Darstellungen

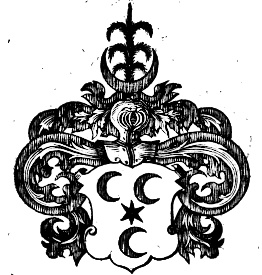
Wappen der Hund von Saulheim
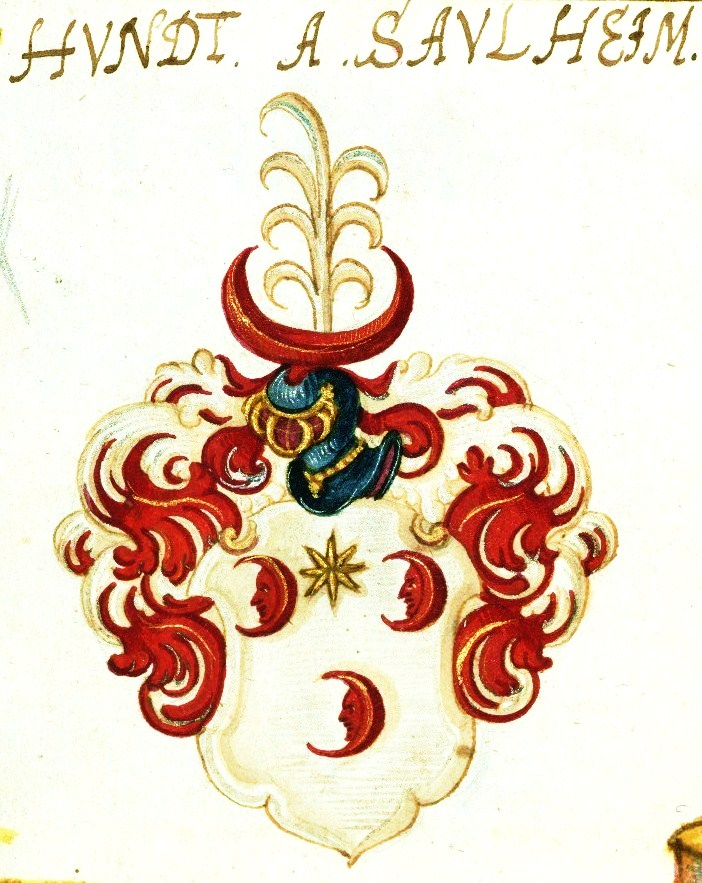
Wappen der Hund von Saulheim in einem Stammbuch 1615
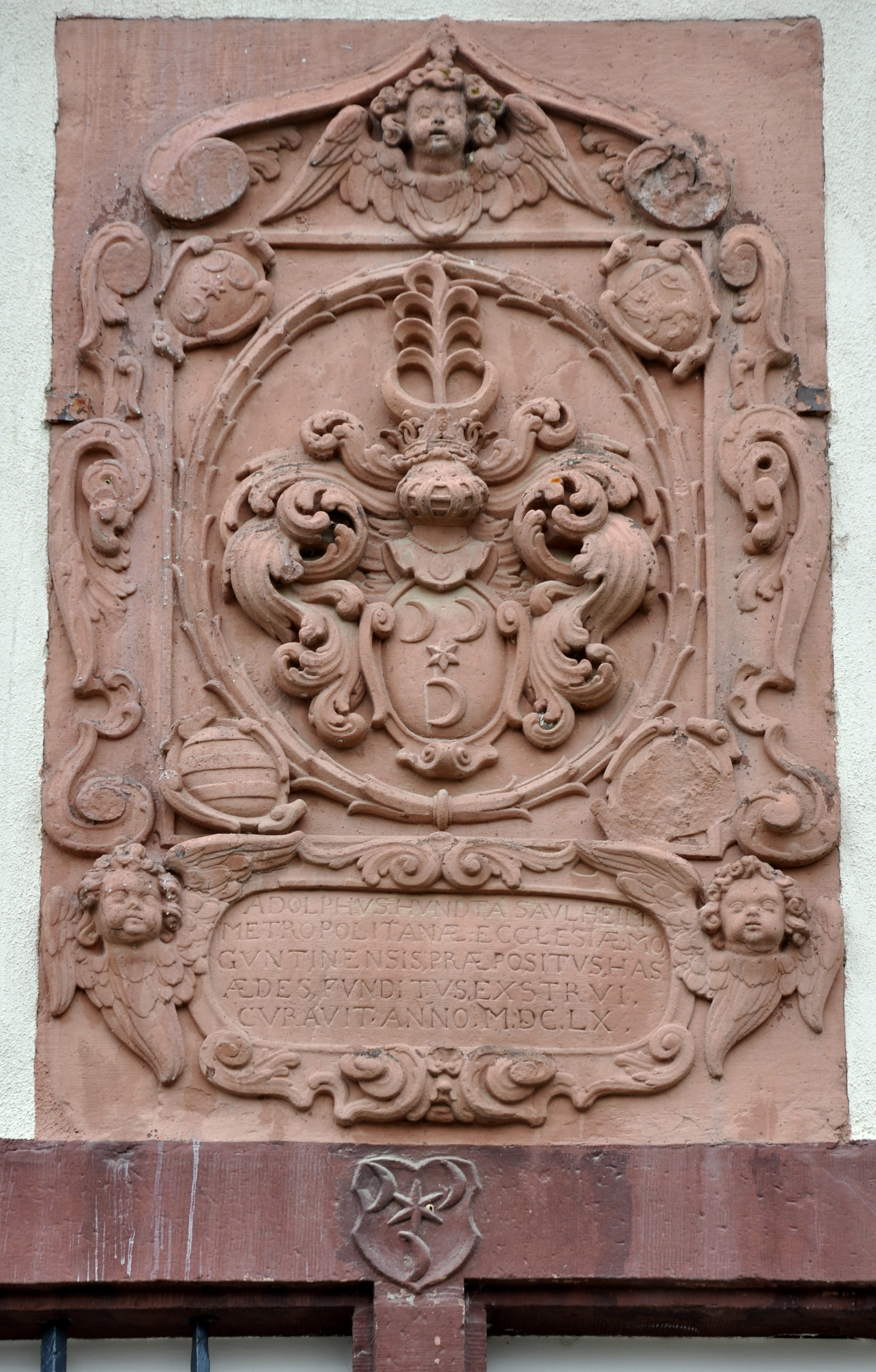
Wappenstein des Adolph Hund von Saulheim am Bassenheimer Hof, Kiedrich
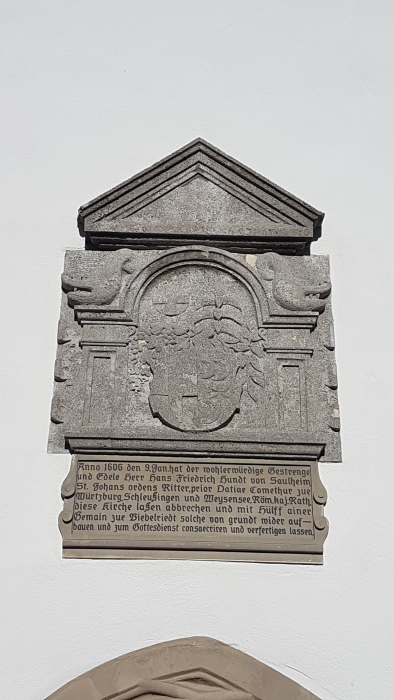
Komturswappen des Johann Friedrich Hund von Saulheim an der Kirche St. Johannis Enthauptung in Biebelried (1606)
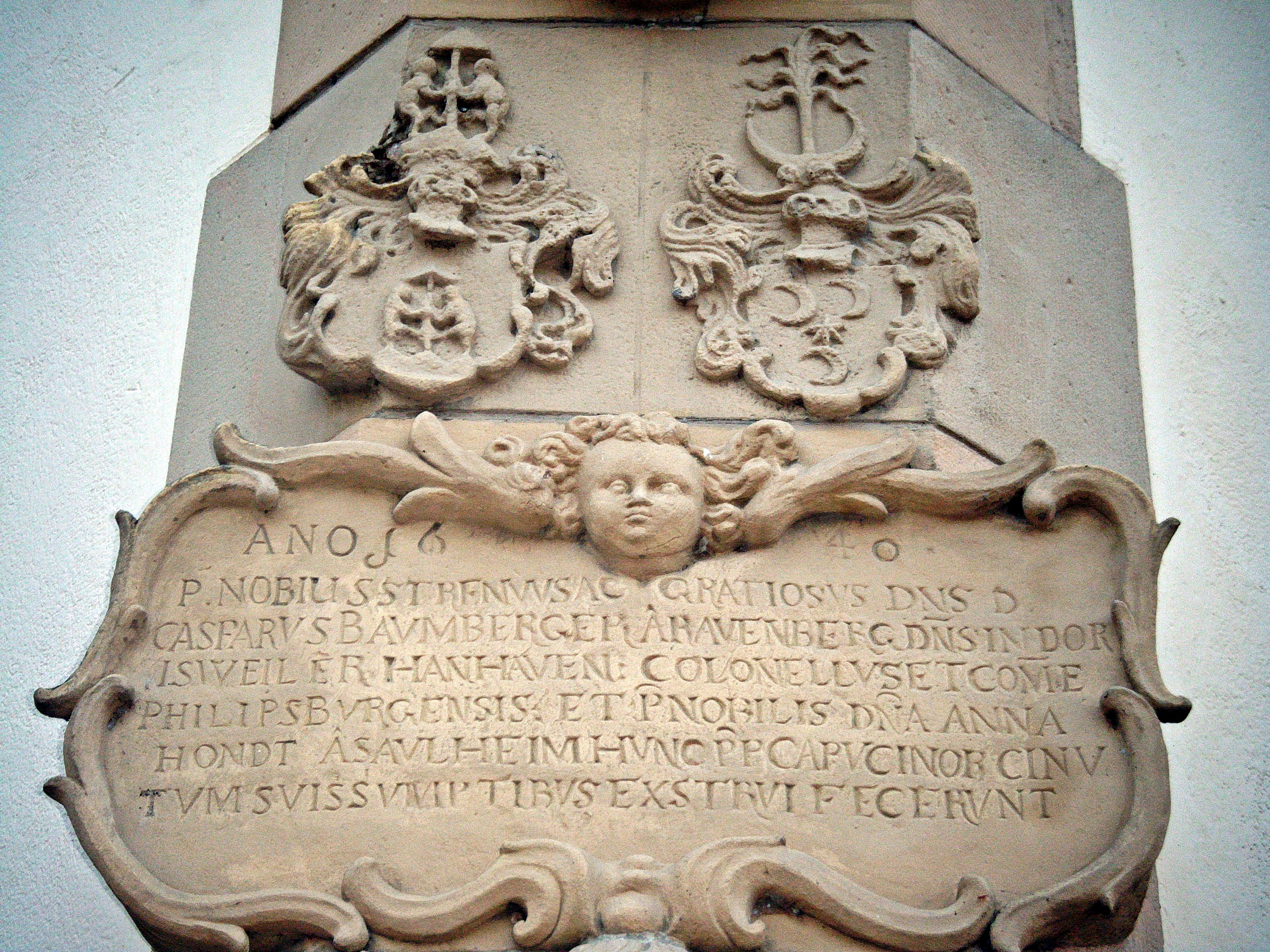
Waghäusel, Gedenkstein zur Erbauung des Kapuzinerklosters, 1640, durch Caspar Bamberger von Rauhenberg und seine Gattin Anna Hund von Saulheim

#### Familienwappen am Alten Schlösschen St. Martin

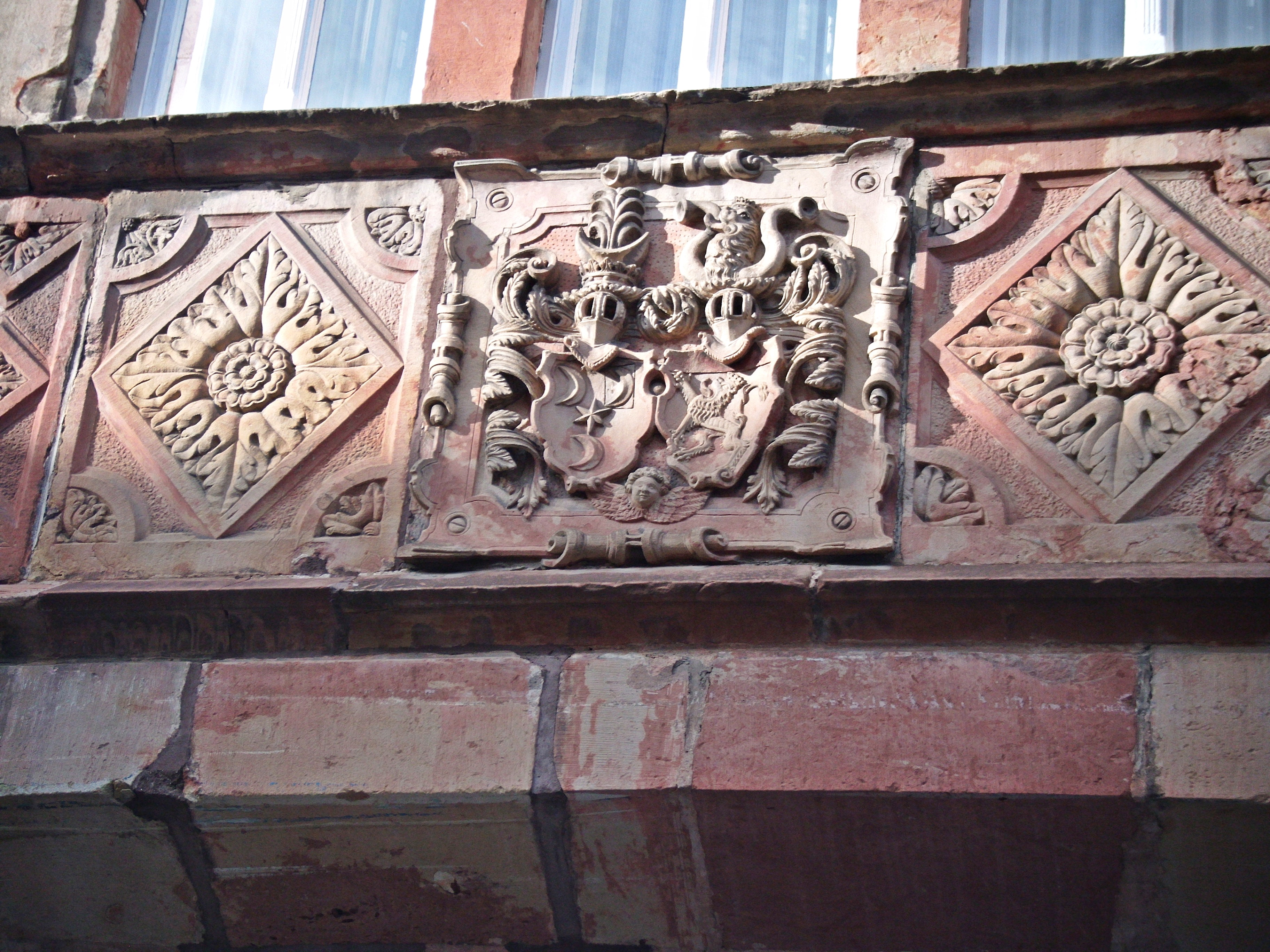
St. Martin, Altes Schlösschen, Allianzwappen Hund von Saulheim und Dienheim
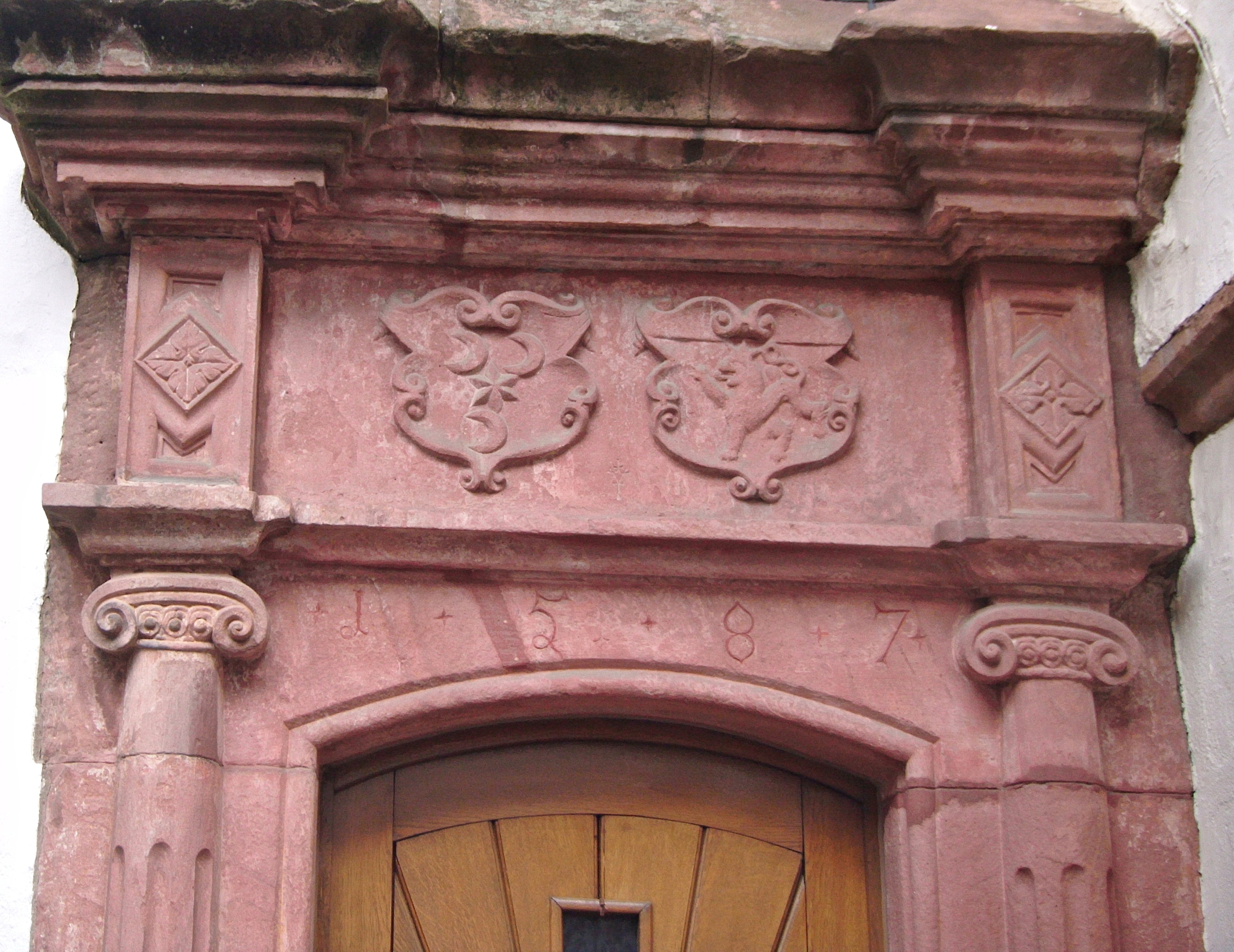
St. Martin, Altes Schlösschen, Allianzwappen Hund von Saulheim und Dienheim (1587)
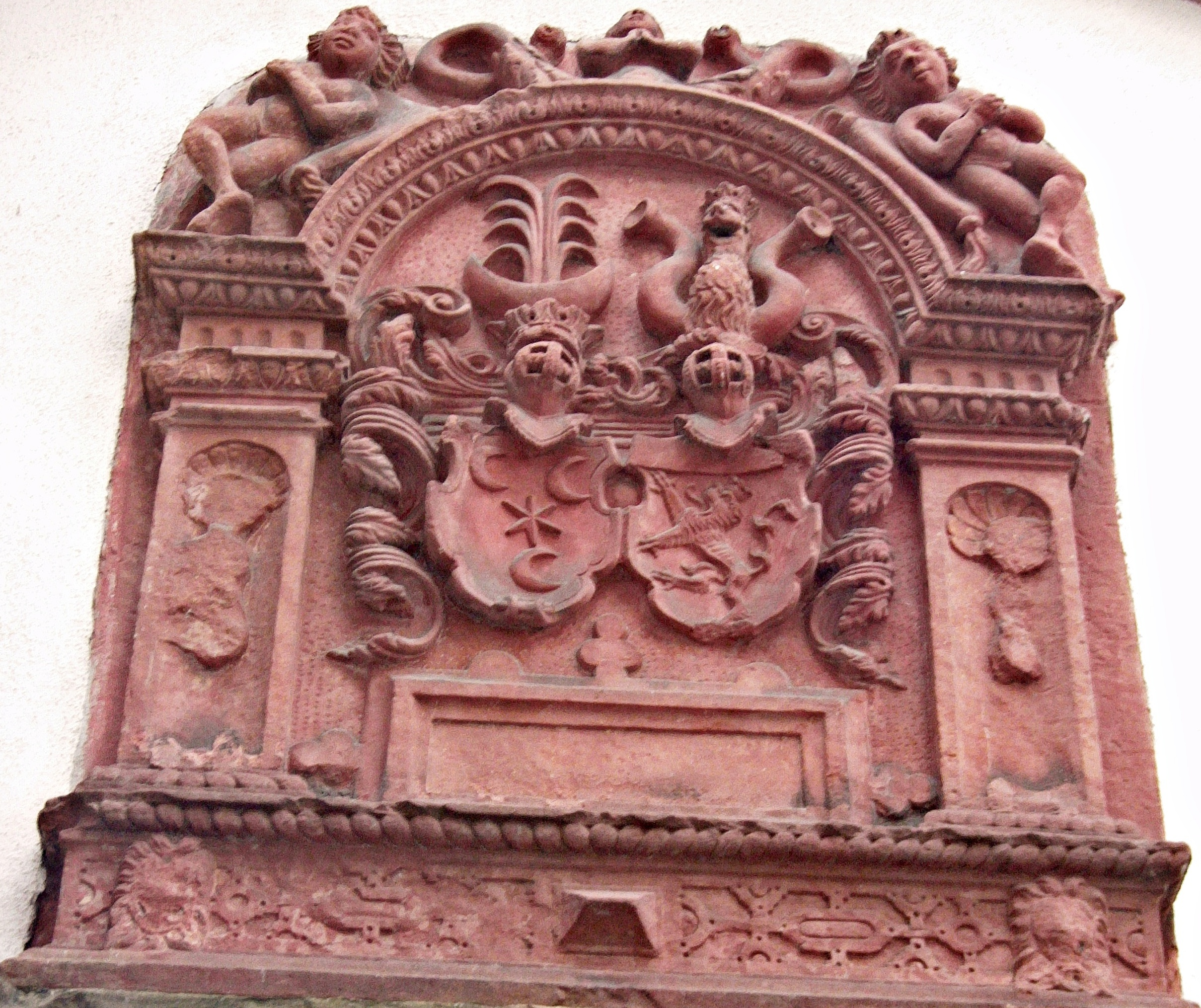
St. Martin, Altes Schlösschen, Allianzwappen Hund von Saulheim und Dienheim (1592)
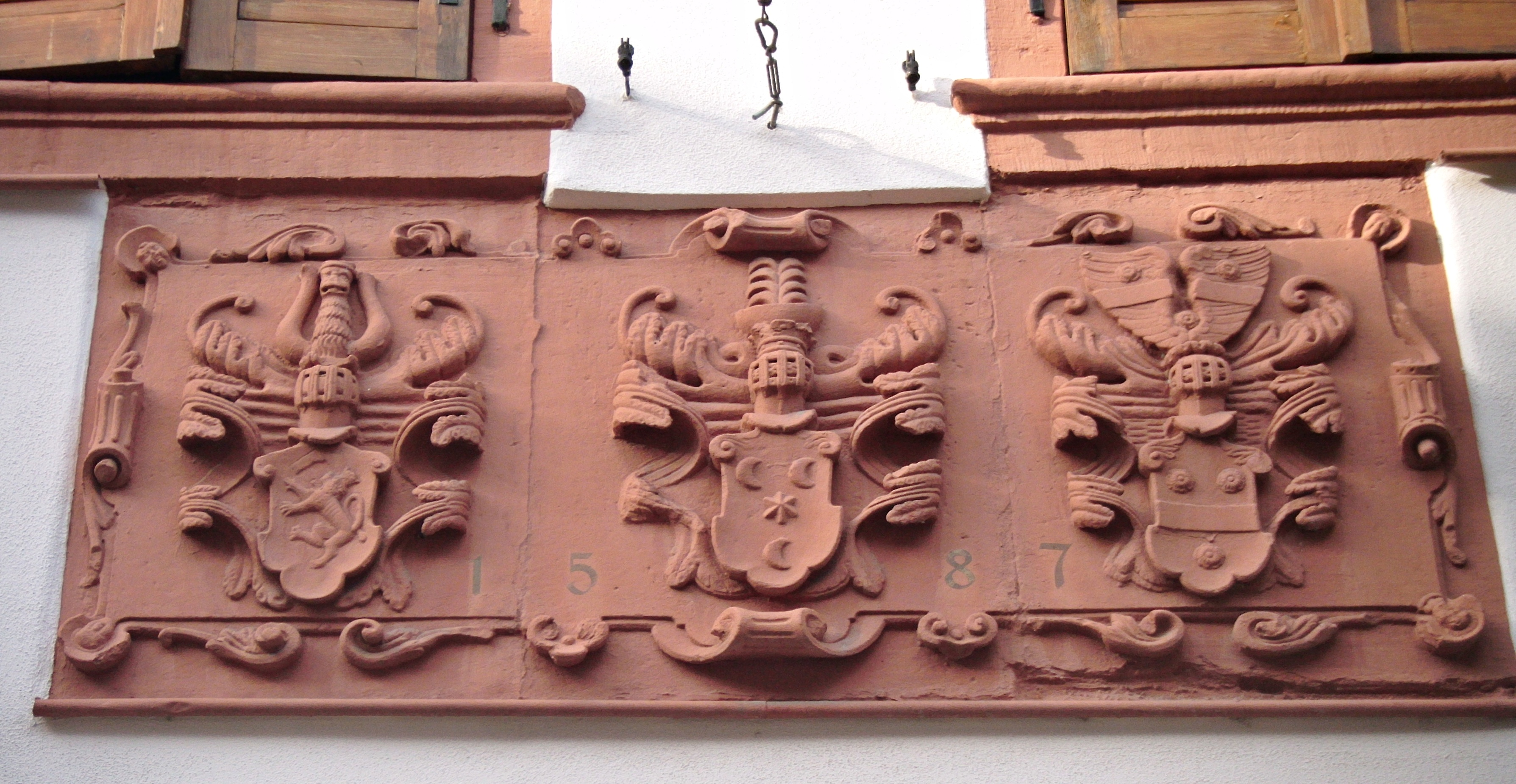
St. Martin, Altes Schlösschen, Wappenstein Hund von Saulheim und Dienheim, rechts Partenheim

## Namhafte Familienmitglieder
- Adolph Hund von Saulheim (* um 1595; † 1668), deutscher Domdekan und Dompropst im Erzbistum Mainz sowie Domherr in Speyer und Würzburg
- Johann Christoph Hund von Saulheim († 1624), deutscher Adliger, Domherr und Oberamtmann des Speyerer Fürstbischofs
- Johann Friedrich Hund von Saulheim († 1635), deutscher Johanniter-Großprior und Reichsfürst von Heitersheim